# Dichtl (Patriziergeschlecht)

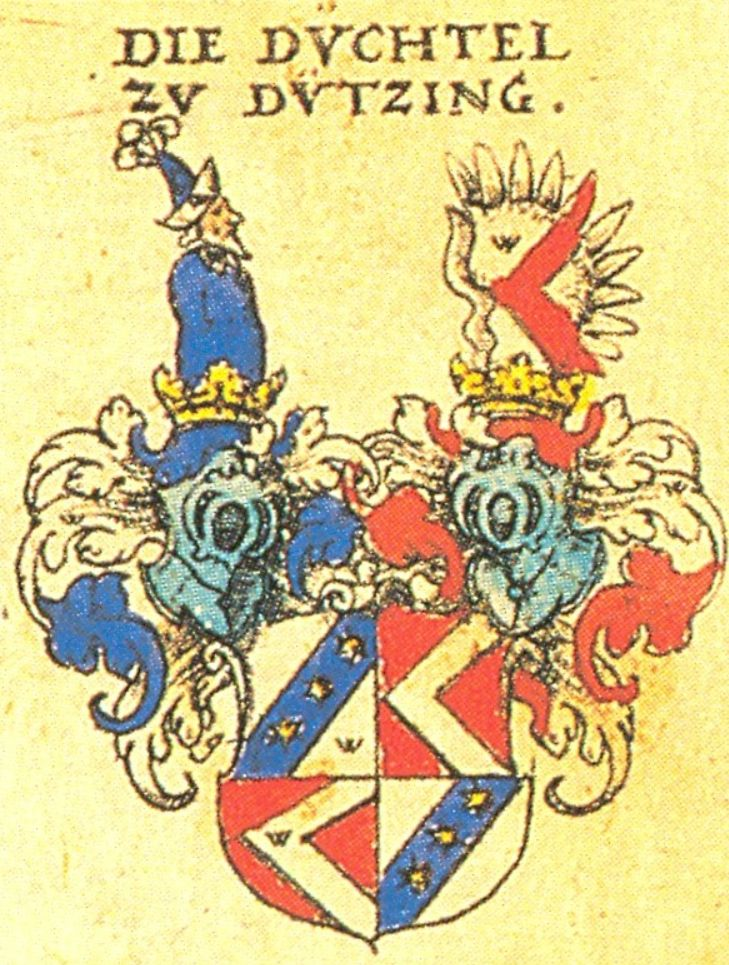
Wappen nach Siebmacher (1605)

Die Familie der Dichtl, auch Tichtel oder Dichtl von Dutzing/Tutzing oder Düchtel von Dützing bei Siebmacher, ist ein Münchner Patriziergeschlecht und gehört zum deutschen bzw. bayerischen Adel.

## Geschichte
1351 wird Eberhard der Tichtel als Eigentümer eines Hofes in Pullhausen erwähnt. Selbiger erwarb 1358 einen Sitz im Stadtrat von München. Sein Enkel, Franz Tichtel, bekleidete 1420, 1427 und 1444 bereits das Amt des Bürgermeisters. Ansehen erwarb die Familie unter anderem durch zahlreiche Stiftungen. Zu diesen zählt der Kreuzgang und der Altar der heiligen drei Könige in der Münchener Frauenkirche sowie das Haus der Augustiner Mönche. Im Jahr 1413 erwarb die Familie zwei Höfe in Fußberg, später auch das zugehörige Schloss Fußberg. Im Jahr 1480 folgte der damalige Fischerort Tutzing. Hierzu verlieh Herzog Wilhelm IV. von Bayern Bernhard dem ältern Dichtl 1519 die Hofmarksgerechtigkeit. Diese wurde schließlich auf Ober- und Unterzeismering sowie auf verschiedene Höfe in Traubing, Monatshausen, Diemendorf und Gauting (1560 bis 1614) ausgedehnt.
Noch heute befindet sich in der Wallfahrtskirche Unsere Liebe Frau in Gauting ein Fresko der Stifterfamilie Hans Wöchner Dichtl von Dutzing zu Fußberg. Außerdem sind dort mehrere detailreiche Epitaphen mit Ritterplastiken aus rotem Marmor zu sehen.

## Wappen
Die Gemeinde Tutzing erinnert mit einem Element ihres Gemeindewappens an die Familie, es handelt sich um einen blauen Schrägbalken mit drei goldenen Sternen auf silbernem Grund. Die Wappendarstellungen in der Gautinger Kirche zeigen, in Übereinstimmung mit der Abbildung in Johann Siebmachers Wappenbuch, ein gemehrtes Wappen mit zwei gekrönten Helmzieren. Der Schild enthält neben dem Schrägbalken mit Sternen im Wechsel einen rechtsgekehrten roten Spitzbalken auf silbernem Grund. Die Helmdecken sind zur Hälfte blau und silber bzw. rot und silber. Eine Helmzier stellt einen Männerrumpf in blauem Gewand dar, der weißbärtige Mann trägt einen silbergestülpten blauen Spitzhut. Die andere Helmzier ist ein geschlossener silberner Flug, den Spitzbalken des Wappenschildes in Rot wiederholend.

## Persönlichkeiten
- Bernhard Dichtl (1523–1599), bayerischer Hofrat und Inhaber der Hofmark Tutzing